# Rafael López de León
Rafael López León (Ciudad Real; 14 de agosto de 1953) es un exjugador y entrenador español de balonmano que llegó a competir en los Juegos Olímpicos de Moscú 1980 y en los Juegos Olímpicos de Los Ángeles 1984.
En 1980 formó parte del equipo español que terminó en quinta posición en el Campeonato Olímpico. Jugó dos partidos. Cuatro años después, terminó octavo con la selección nacional en el Campeonato Olímpico de 1984. Jugó cinco partidos y marcó tres goles.
Actualmente tiene un blog en el que publica artículos sobre la actualidad del balonmano y salud. https://lopezleon.es